# Гагуа, Илларион Авксентиевич
Илларион Авксентиевич Гагуа (1900, с. Котианети, Кутаисская губерния, Российская империя — 17 октября 1951, Абхазия) — грузинский чекист.

## Биография
Родился в семье служащего порта. Грузин. По окончании 2 классов мужской гимназии (1910) принят в городское училище города Поти. С 1912 г. жил в Баку, где учился в Романовском училище. С 1917 г. вновь в г. Поти, где в 1917 г. окончил курс среднего образования в высшем начальном училище.

### Начало карьеры
В декабре 1917 — июне 1918 работал переписчиком в гидротехническом отряде по постройке дорог на Турецком фронте в Трапезунде. В июне 1918 — августе 1919 работал в своем хозяйстве в Сенакском уезде. С августа 1919 работал счетоводом в прод. магазине Потийского порта. С августа 1920 — рядовой 3-го Грузинского полка меньшевистской армии. С марта 1921 — зам. начальника центрального участка милиции в Поти.

### В органах госбезопасности
Уполномоченный политбюро ЧК Потийского уезда (10.21—12.21), уполномоченный политбюро ЧК Зестафонского уезда (12.21—05.23), уполн. политбюро ЧК Кутаисского уезда (05.23—01.26).
С января 1926 — уполномоченный ГПУ Кутаисского уезда. С января 1929 — начальник СО ГПУ Абхазской АССР. С марта 1931 — начальник СПО ГПУ—УНКВД Абхазской АССР. С октября 1934 — начальник отделения СПО УГБ УНКВД Грузинской ССР. С 1937 года — начальник Потийского городского отдела НКВД. Начальник 3 отделения 4 отдела УГБ НКВД Грузинской ССР (06.37—1937); Начальник 4 отделения 4 отдела УГБ НКВД ГрузССР 1937—20.03.38; С 20 марта 1938 — начальник УНКВД Юго-Осетинской автономной области.
С 21 ноября 1938 — заместитель начальника 1 отд. ГУГБ НКВД СССР. С 23 декабря 1938 — заместитель коменданта Московского Кремля. С 29 апреля 1941 — нарком ГБ Абхазской АССР, затем нарком внутренних дел Абхазской АССР (16.08.41—07.05.43).
Член Военного совета 46 армии 1942—1943; С мая 1943 — нарком—министр ГБ Абхазской АССР. Уволен в запас 28 октября 1950.

## Награды
- Орден Ленина (5 ноября 1946)
- Орден Отечественной войны 2-й степени (24 февраля 1946)
- Орден Кутузова 2-й степени (23 февраля 1945)
- Орден Красного Знамени (3 ноября 1944)
- Орден Красного Знамени (8 марта 1944)
- Орден Красной Звезды (3 декабря 1942)
- Орден Красной Звезды (26 апреля 1940)
- Орден «Знак Почета» (29 апреля 1939) — за успешное выполнение правительственного задания
- Знак «Почетный работник ВЧК—ГПУ (XV)» (23 августа 1937)